# Thericleidae
Thericleidae es una familia de insectos ortópteros celíferos. Se distribuye por África y el Próximo Oriente.

## Géneros
Según Orthoptera Species File (31 mars 2010):
- Chromothericleinae Descamps, 1977
  -     - Acanthothericles Descamps, 1977
    - Chromothericles Descamps, 1977
    - Dimorphothericles Descamps, 1977
- Thericleinae Burr, 1899
  - Bunkeyini Descamps, 1977
    - Bunkeya Bolívar, 1914

  - Lophothericleini Descamps, 1977
    - Acrothericles Descamps, 1977
    - Lophothericles Descamps, 1977
    - Paurothericles Descamps, 1977
    - Whitea Descamps, 1977

  - Microthericleini Descamps, 1977
    - Athlithericles Descamps, 1977
    - Dysidiothericles Descamps, 1977
    - Microthericles Descamps, 1977
    - Xenothericles Descamps, 1977

  - Pseudothericleini Descamps, 1977
    - Bufothericles Descamps, 1977
    - Icmalides Descamps, 1977
    - Mistothericles Descamps, 1977
    - Nepiothericles Descamps, 1977
    - Ophthalmothericles Descamps, 1977
    - Pseudothericles Burr, 1899
    - Stenothericles Descamps, 1977

  - Raphithericleini Descamps, 1977
    - Harpethericles Descamps, 1977
    - Pseudharpethericles Descamps, 1977
    - Raphithericles Descamps, 1977

  - Schulthessiellini Descamps, 1977
    - Hollisia Descamps, 1977
    - Oncothericles Descamps, 1977
    - Pseudoschulthessiella Descamps, 1977
    - Schulthessiella Bolívar, 1914
    - Uvaroviobia Descamps, 1977

  - Thericleini Burr, 1899
    - Henicothericles Descamps, 1977
    - Kibariania Descamps, 1977
    - Thericles Stål, 1875
- Afromastacinae Descamps, 1977
  - Afromastacini Descamps, 1977
    - Adelothericles Descamps, 1977
    - Afromastax Descamps, 1977
    - Dichromothericles Descamps, 1977
    - Meiothericles Descamps, 1977
    - Thamithericles Descamps, 1977

  - Clerithesini Descamps, 1977
    - Clerithes Bolívar, 1914

  - Galeicleini Descamps, 1977
    - Callithericles Descamps, 1977
    - Calothericles Descamps, 1977
    - Galeicles Descamps, 1977
    - Litothericles Descamps, 1977

  - Lygothericleini Descamps, 1977
    - Caenothericles Descamps, 1977
    - Lygothericles Descamps, 1977
    - Pissothericles Descamps, 1977

  - Parathericleini Descamps, 1977
    - Parathericles Burr, 1899
    - Thericlella Bolívar, 1914

  - Thericlesiellini Descamps, 1977
    - Megalithericles Descamps, 1977
    - Thericlesiella Descamps, 1964
- Barythericleinae Descamps, 1977
  -     - Barythericles Descamps, 1977
- Loxicephalinae Descamps, 1977
  -     - Loxicephala Descamps, 1977
- Plagiotriptinae Bolívar, 1914
  - Phaulotypini Descamps, 1977
    - Phaulotypus Burr, 1899
    - Urrutia Ramme, 1925

  - Pieltainidini Descamps, 1977
    - Mastarammea Descamps, 1977
    - Pieltainidia Ramme, 1925

  - Plagiotriptini Bolívar, 1914
    - Cymatopsygma Karsch, 1896
    - Plagiotriptus Karsch, 1889

  - Socotrellini Popov, 1957
    - Socotrella Popov, 1957
- subfamilia indeterminada
  -     - Smilethericles Baccetti, 1997